# ساكن عدن (لودر)

تعديل مصدري - تعديل

ساكن عدن هي إحدى قرى عزلة زارة بمديرية لودر التابعة لمحافظة أبين، بلغ تعداد سكانها 124 نسمة حسب تعداد اليمن لعام 2004.